# Hôtel de Mauron
 (mai 2016).
L’Hôtel de Mauron est un hôtel particulier du 7e arrondissement de Paris situé rue de l'Université. Il a été construit au début du XVIIIe siècle pour Jean-René Francois Almaric de Brehant comte de Mauron, conseiller du roi au parlement de Bretagne (Mauron est une commune du Morbihan). Son fils Louis Robert Hipolite de Bréhan, comte de Plélo (1699-1734), officier supérieur et diplomate sous Louis XV, est mort au siège de Dantzig (Pologne) alors qu'il était Ambassadeur de France au Danemark. Il était marié à Louise-Françoise Phélypeaux de La Vrillière, fille du marquis de la Vrillière, ministre et secrétaire d'état. Ils habitèrent cette demeure au début de leur union.